# Seborga
Seborga község Olaszország Liguria régiójában, Imperia megyében.

## Elhelyezkedése
Seborga Imperia megye szárazföldi, belső vidékén helyezkedik el Ospedaletti és Bordighera között, Imperiától kb. 46 km-re.

## Klíma
Enyhe klímájú, napsütötte település, az őt körülölelő hegyek védik a hideg északi szelektől.

## Látnivalók

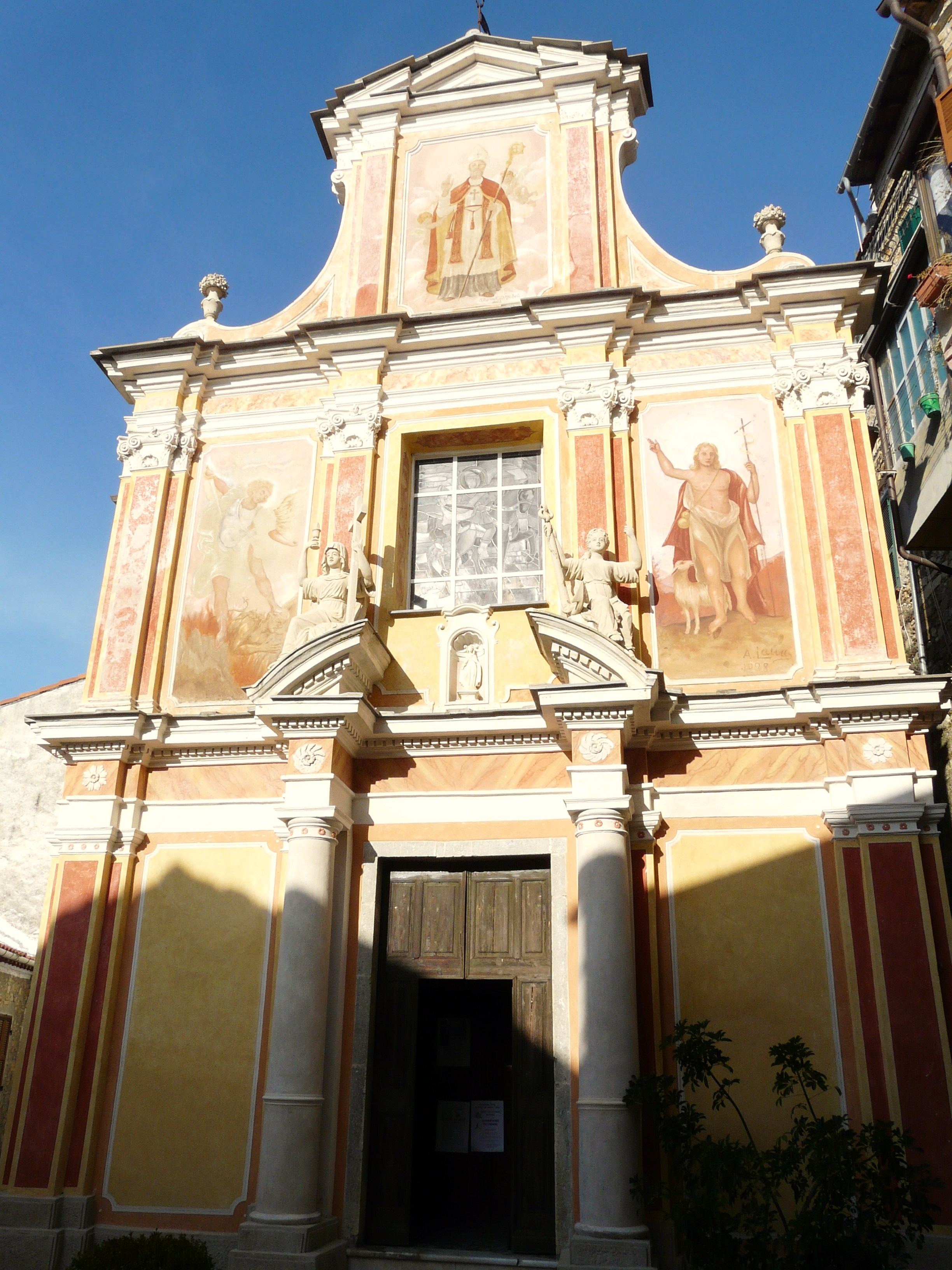
San Martino temploma

- a négy bástya
- régi börtönök
- Palazzo del governo

### Múzeumok
- Földművelési múzeum
- Pénzverde

### Egyházi épületek
- San Martino di Tours plébániatemplom
- San Bernardo templom
- A szerzetesek palotája

### Természeti kincsek
- Montenero

## Gazdaság
Az idegenforgalom mellett mezőgazdasága, azon belül is elsősorban az olíva-és virágtermesztése jelentős. 

## Fordítás
Ez a szócikk részben vagy egészben  a   Seborga című olasz Wikipédia-szócikk fordításán alapul.  Az eredeti cikk szerkesztőit annak laptörténete sorolja fel. Ez a jelzés csupán a megfogalmazás eredetét és a szerzői jogokat jelzi, nem szolgál a cikkben szereplő információk forrásmegjelöléseként.